# Vadim Garbuzov
Pour les articles homonymes, voir Garbuzov.
Vadim Garbuzov, né le 8 mai 1987 à Kharkiv en Ukraine, est un danseur austro-canadien, demi-finaliste au Championnat du Monde 10 Danses 2006, le premier au monde à danser en couple homme-homme à l'émission autrichienne Dancing Stars en 2011, 2e au Championnat d’Europe Pro Freestyle Standards 2014, et vainqueur à Dancing Stars en 2012 et 2014. Il est le champion du monde 2015 de freestyle professionnel en latin. Petit-fils de l'écrivain Yulii Garbuzov.

## Biographie
Vadim Garbuzov est né le 8 mai 1987 à Kharkiv, en Ukraine. En 1994, il émigre avec ses parents au Canada, où il découvre la danse de salon à l'âge de sept ans, à Vancouver. Partageant son enfance entre Vancouver et Kharkiv, fait ses études, et pratique la danse dans les deux villes. À Vancouver, il poursuit ses études dans l’école French Emission, et en même temps termine ses études secondaires à Kharkiv.
En 2003, il remporte le championnat canadien junior de danses latines avec sa partenaire Nadiia Diatlova, puis le championnat standard en 2004. La même année, il s’installe en Autriche : la représentant en 2005, avec Kathrin Menzinger, il est qualifié pour la finale du Championnat mondial junior en catégorie 10 Danses. En 2006, en catégorie adulte, il devient champion d’Autriche de 10 Danses, et est qualifié pour la demi-finale du Championnat du Monde. En 2007, Vadim, naturalisé canadien, acquiert la nationalité autrichienne. Diplômé de la faculté de danse de l’Académie du Sport de Kharkiv, en 2009, il danse de nouveau en couple avec Kathrin Menzinger, et en 2010, ils sont finalistes de la Coupe d’Europe 10 Danses. En 2011, Vadim est classé 4e de la sixième saison du show télévisé autrichien Dancing Stars, où il est le premier au monde, avec le célèbre animateur de la TV autrichienne Alfons Haider, à danser en couple homme-homme à Dancing Stars. En 2012, Vadim remporte la victoire du show télévisé.
Depuis 2012, Vadim s'illustre dans une nouvelle catégorie de danse de salon – le Show Danse. Cette même année, il est qualifié pour la finale du Championnat du Monde de Freestyle en catégorie latine à Pékin. Au début de 2013, Vadim et Kathrin changent de statut pour devenir professionnels au sein de la WDSF, et lors de leur premier championnat professionnel à Merano, ils se classent quatrièmes, en Freestyle Latines. En 2014, à Vienne, ils obtiennent la deuxième place au Championnat d’Europe Pro Freestyle Standards. La même année, Vadim, en couple avec Roxanne Rapp, remporte une nouvelle victoire aux Dancing Stars,. En octobre 2014, Vadim et Kathrin deviennent vice-champions du monde de show danse en dances latines à Ostrava. En novembre 2014, ils remportent le championnat d'Europe professionnel de show danse en danses latines à Dresde. En décembre 2014, Vadim et Kathrin se classent deuxièmes sur treize couples au championnat du monde de show professionnel en danses standards à Salou. En juin 2015, ils deviennent champions du monde de show professionnel en danses latines à Vienne, et en novembre de la même année, ils remportent également le championnat du monde de show professionnel en danses standards. En mars 2016, Vadim et Kathrin sont sacrés champions d’Europe de show professionnel en danses standards, puis en septembre, ils décrochent la première place au championnat d’Europe de show professionnel en danses latines en Roumanie. En avril 2017, ils confirment de nouveau leur statut de champions du monde de show professionnel en danses latines.
En 2021, Vadim Garbuzov participe à la quatorzième saison de Dancing Stars, avec le premier prince allemand, Nicolas Puschmann, formant ainsi le tout premier couple homme-homme de l’histoire de l’émission.

## Principaux résultats en compétition
- Champion du Canada en danses latines chez les jeunes en 2003 à Vancouver[1]
- Champion du Canada en danses standards chez les jeunes en 2004 à Montréal[2]
- Finaliste du championnat du monde des dix danses chez les jeunes en 2005 à Anvers[3]
- Champion d’Autriche des dix danses en 2006 à Innsbruck[4]
- Demi-finaliste du championnat du monde des dix danses en 2006 à Moscou[5]
- Finaliste de la Coupe d’Europe des dix danses en 2010 à Minsk[6]
- Quatrième place à la sixième saison de l’émission autrichienne Dancing Stars en 2011
- Vainqueur de la septième saison de Dancing Stars en Autriche en 2012
- Finaliste du championnat du monde amateur de freestyle en danses latines en 2012 à Pékin[8]
- Quatrième place au championnat du monde professionnel de freestyle en danses latines en 2013 à Merano[9]
- Deuxième place au championnat d’Europe professionnel de freestyle en danses standards en 2014 à Vienne[10]
- Vainqueur de Dancing Stars en Autriche en 2014
- Vadim et Kathrin deviennent vice-champions du monde de show en danses latines en octobre 2014 à Ostrava[13]
- Vadim et Kathrin deviennent champions d’Europe de show professionnel en danses latines en novembre 2014 à Dresde[14]
- Résultats du championnat du monde de show professionnel en danses standards en décembre 2014 à Salou[15]
- Première place au championnat du monde de show professionnel en danses latines en juin 2015[16]
- Première place au championnat d’Europe de show professionnel en danses standards en mars 2016[17]
- Première place au championnat d’Europe de show professionnel en danses latines en septembre 2016[18]
- Première place au championnat du monde de danses latines en novembre 2016[19]
- Première place au championnat du monde de danses latines professionnelles en avril 2017[20]
- Champion du monde de show professionnel en danses standards en 2017[21]
- Deuxième place au championnat du monde de danses latines professionnelles en avril 2018[22]
- Deuxième place au championnat du monde de danses latines professionnelles en novembre 2018[23]
- Médaille de bronze au championnat du monde professionnel de danses standards en 2018[24]
- Vice-champion du monde en danses standards en 2019[25]
- Médaille d’argent au championnat du monde de danses latines en juillet 2022[26]